# Melapedalion
Melapedalion – rodzaj ryb z rodziny półdziobcowatych Hemiramphidae.

## Klasyfikacja
Gatunki zaliczane do tego rodzaju:
- Melapedalion breve